# Eilema germana
Eilema germana là một loài bướm đêm thuộc phân họ Arctiinae, họ Erebidae.